# 161
Cette page concerne l'année 161  du calendrier julien. Pour l'année 161 av. J.-C., voir 161 av. J.-C. Pour le nombre 161, voir 161 (nombre).
L'année 161 est une année commune qui commence un mercredi.

## Événements

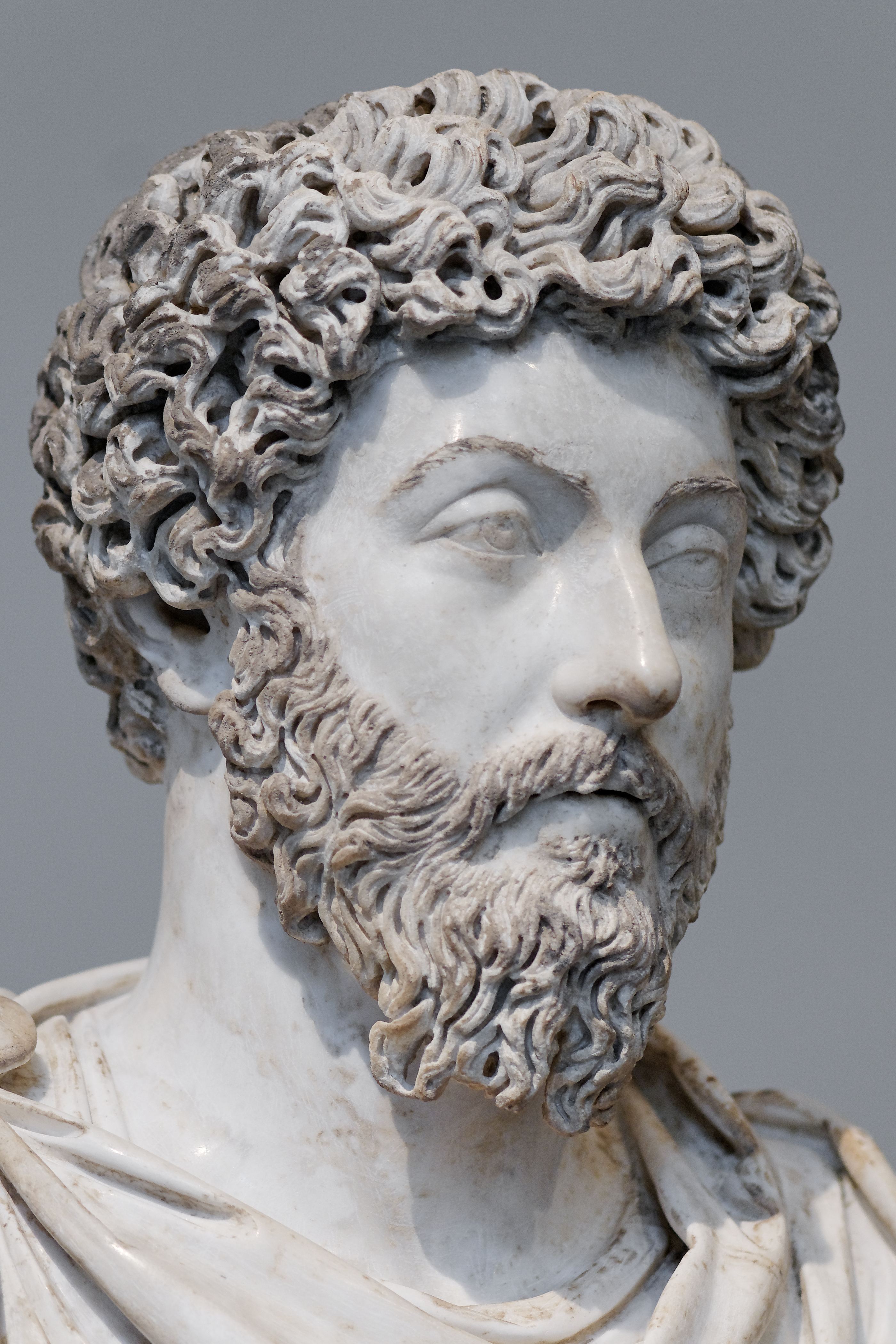
Marc Aurèle, espagnol d’origine comme Trajan et Hadrien, n’a derrière lui ni carrière de soldat ni passé d’administrateur. Stoïcien, disciple d’Épictète, c’est toutefois un homme d’action énergique. À l’intérieur, il suit la politique de son prédécesseur et entretient de bonnes relations avec le Sénat. Législateur, il s’efforce de faire pénétrer les principes nouveaux de moralité et d’humanité, notamment en faveur des femmes et des esclaves. Il hérite d’une situation économique assez mauvaise due à lenteur des réformes initiées sous Hadrien et aggravée par les menaces des Barbares et les épidémies. Il tente de ne pas accroître les charges de ses sujets mais ne se penche pas sur le sort des plus pauvres.

- 7 mars : début du règne de Marc Aurèle, empereur romain (fin en 180). Il associe son frère adoptif et futur gendre, Lucius Verus, à l'empire en tant que coempereur (161-169)[1].
- Mars ou avril : crue du Tibre, qui ravage Rome[2].
- Printemps-été : offensive parthe sur l'Arménie. Le roi des Parthes Vologèse IV y envoie son général Chosroès[3], qui chasse du trône le roi Sohaemus, vassal de Rome et le remplace par un Arsacide, Pacoros. Début de la guerre des Parthes (fin en 166). Défaite du gouverneur de Cappadoce Marcus Sedatius Severianus à Elegeia à la fin de l'année (ou au début 162)[4].
- Automne : famine en Italie[4].
- Hiver : après la déroute du gouverneur de Syrie Lucius Attidius Cornelianus devant les Parthes, il est décidé d'envoyer l'empereur Lucius Verus prendre le commandement des armées d'Orient[4].
- Marcus Statius Priscus est nommé gouverneur de la Bretagne romaine[5].
- Le juriste Gaius compose un monumental recueil de lois de l'Empire, les Institutions[6].

## Naissances en 161
- 31 août : Commodus (Lucius Aelius Aurelius Commodus ), fils de Marc Aurèle et de son épouse Faustine, futur empereur romain, et son frère jumeau Titus Aurelius Fulvius Antoninus, mort à l'âge de quatre ans[4].
- Liu Bei, Roi du Royaume de Shu.

## Décès en 161
- 7 mars[1] : Antonin le Pieux, empereur romain, meurt d'une indigestion ou emporté par des fièvres.
- Valentin, hérésiarque gnostique (date approximative).